# Браун (антарктична станція)

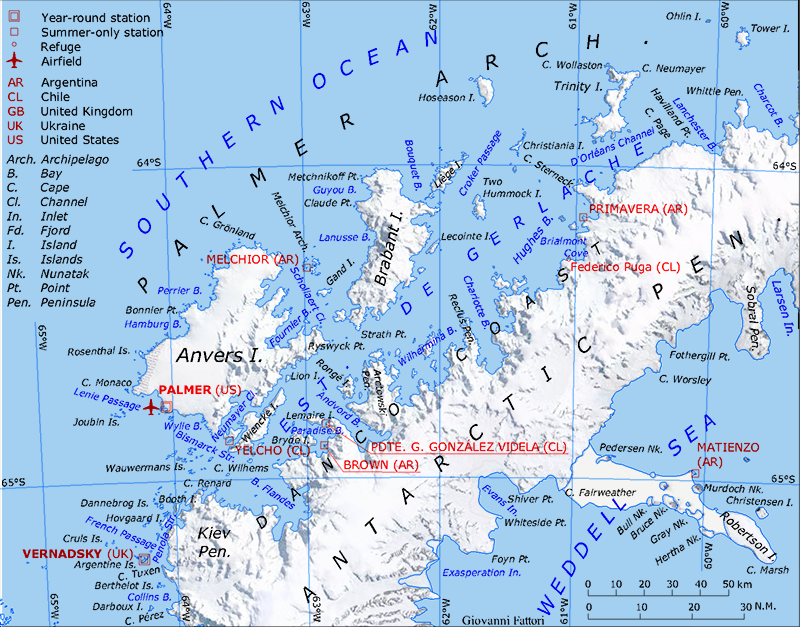
Картка району протоки Герлаш, Картографічна база: Антарктична цифрова база www.add.scar.org/

Браун (антарктична станція) (ісп. Estación Científica Almirante Brown, або частіше ісп. Base Brown або ісп. Estación Brown) — аргентинська база в Антарктиді і науково-дослідна станція імені адмірала Вільяма Брауна, батька ВМС Аргентини. Станція розташована на півострові Санавірон уздовж Райської гавані, на узбережжі Данко, на землі Греяма, Антарктичному півострові.
Станом на 2014 рік Браун є однією з 13 дослідницьких баз в Антарктиді, якими керує Аргентина. З 1951 по 1984 рік станція служила постійною базою; з того часу вона відкрита лише в літній сезон.

## Історія
Відкриття станції Браун припадає на 6 квітня 1951 року, коли Аргентина створила Військово-морський загін Almirante Brown у гавані Парадайз (Райській гавані).
Антарктичний інститут Аргентини зайняв цю станцію в 1964–65 роках, створивши одну з найповніших біологічних лабораторій на Антарктичному півострові. Він включав головний будинок площею 292 м2 (3140 кв. футів); дві ємності на паливо 30000 л; і додатковий корпус, що ексклюзивно для наукових досліджень, обладнаний трьома лабораторіями, майстернею фотографії, аварійною радіостанцією, офісом і бібліотекою.Він називався Дослідницькою станцією Almirante Brown і був відкритий 17 лютого 1965 року.
12 квітня 1984 року станція Браун була спалена лікарем станції після того, як йому було наказано залишитися на зиму. Персонал станції був врятований кораблем USS Hero та доставлений на станцію Палмер США.
Аргентина відновила базу, але вона була понижена до статусу сезонної в відкрита лише влітку. Під час літньої кампанії 1995–96 років відділ логістики Аргентинського національного управління Антарктики побудував два нових житлові модулі: лабораторію та будинок із зручностями. У кампанії 1999—2000 років Директорія побудувала новий головний будинок, який міг комфортно розмістити 8 людей; нова будівля складається з 4 спалень, кухні та 2 санвузлів.
Станція Браун стала працювати постійно з 2000 р. до 2007 року, а потім знову змінила графік роботи на літній сезон.

## Опис
Райська гавань — великий морський вхід на південний захід від затоки Андворд, захищений дугою, утвореною островами Лемер, Креймер та Брайд. Вздовж глибоководного узбережжя гавані лежить невеликий півострів Санавірон, скелястий мис, увінчаний курганом висотою майже 70 м під назвою Пунта-Проа, де розташовані базові споруди.
У цьому районі є кілька маяків, які допомагають наводити кораблі: Пунта Проа, в однойменному місці; Пунта Відт в бухті Генерал Річєрі; Пунта Конеса, на в'їзді в Пуерто-Лейт; Острів Ханка на однойменному місці в райській гавані; Пунта П'єдра в бухті Оскар; і маяк на острові Креймер.
Браун знаходиться в 1100 км (680 миль) від Ушуаї, найближчого портового міста.
Станом на 2014 рік база займає загальну площу 1,4 га (14 000 м2; 150 000 кв. футів). Тут можуть розміститися максимум 18 осіб.

### Наукова діяльність
Були розроблені науково-дослідні програми з біології (зоології та ботаніки), бактеріології, лімнології, біохімії, фізіології тварин та людини, патології, екології, океанографії, метеорології, космічних променів та іоносферних спостережень, екологічної ядерної радіації, континентальної та морської льодовикової гляціології, супутникової геодезії, геології, геофізики, сейсмології, моніторинг озону та вимірювання припливів. За роки досліджень та спостережень у Брауні аргентинським Антарктичним інститутом було опубліковано понад 100 наукових праць.

### Туризм
Завдяки розташуванню на континенті Антарктида вздовж прекрасної Райської гавані та відносно м'якій погоді, станція Браун — популярне місце для екскурсій для суден туристичної експедиції, які відвідують Антарктиду. На додаток до відвідування пінгвінів gentoo, туристи можуть піднятися на 84 м (276 футів) над станцією. Замість того, щоб спуститися крутим схилом, багато відвідувачів користуються бобслеєм. Усі відвідувачі, які катаються на гірських спусках, створили канаву глибиною в кілька футів, що забезпечує чудовий спуск на санках.

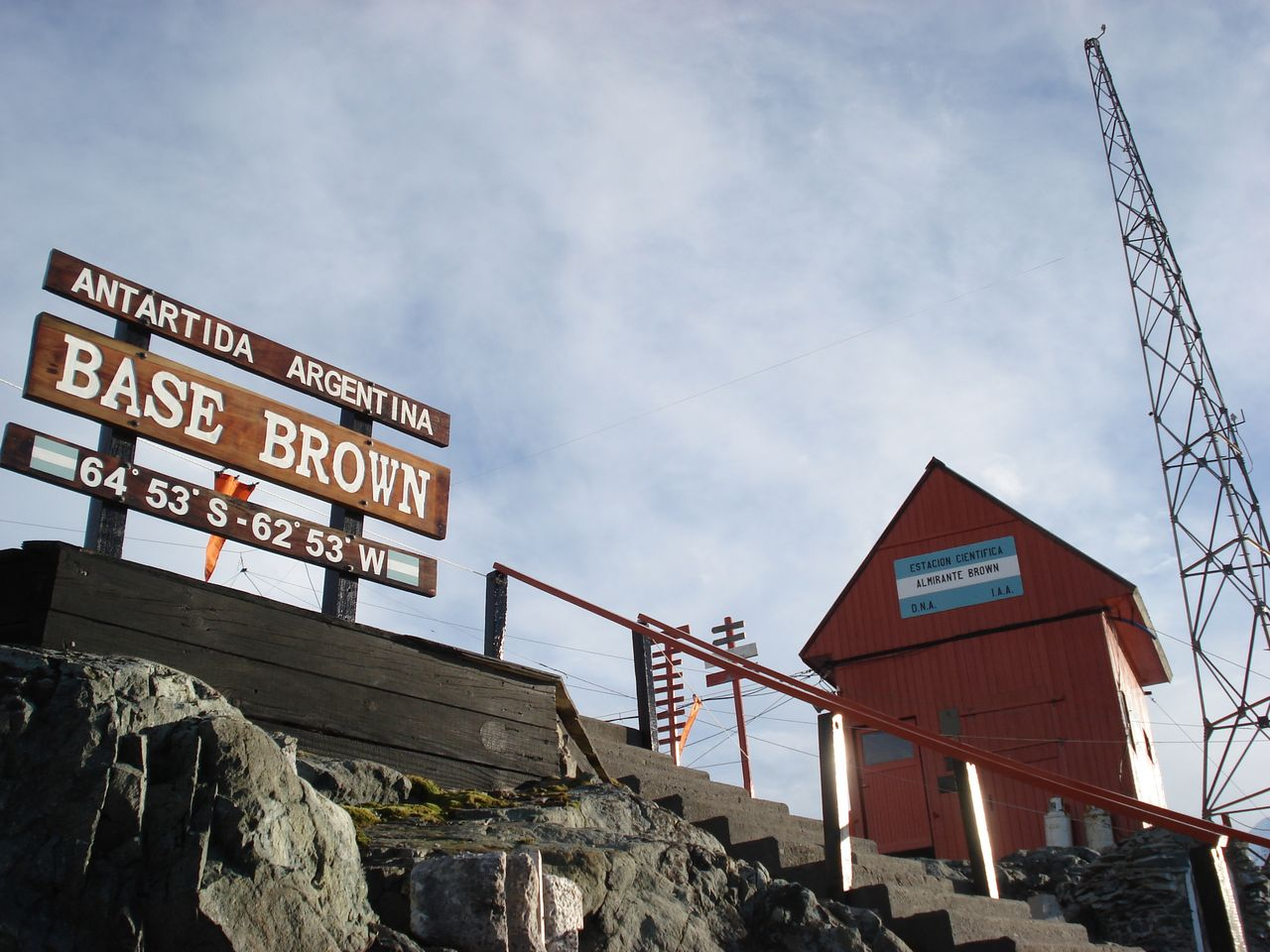
Головний вхід
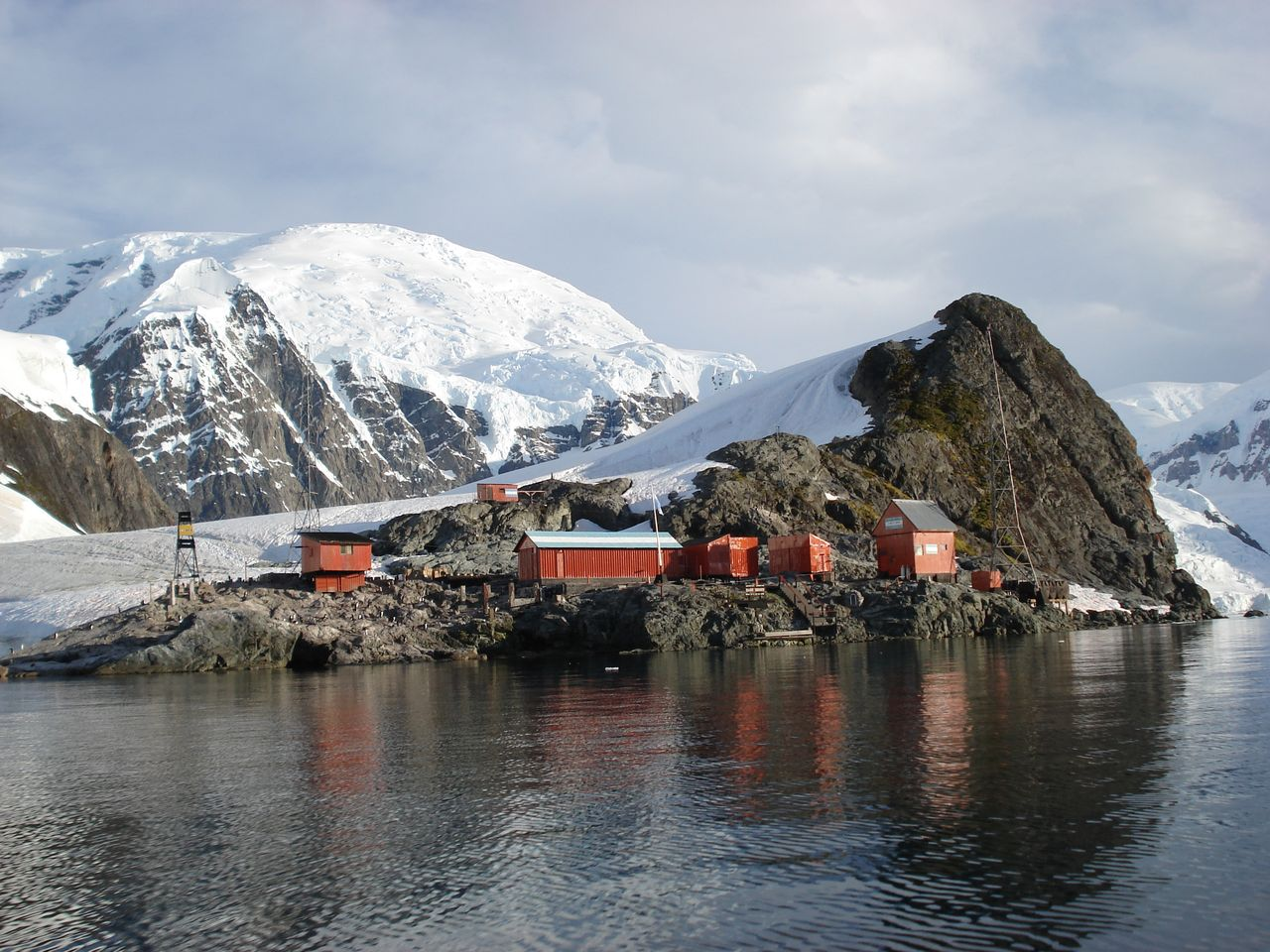
Огляд з гавані, 2009 р.
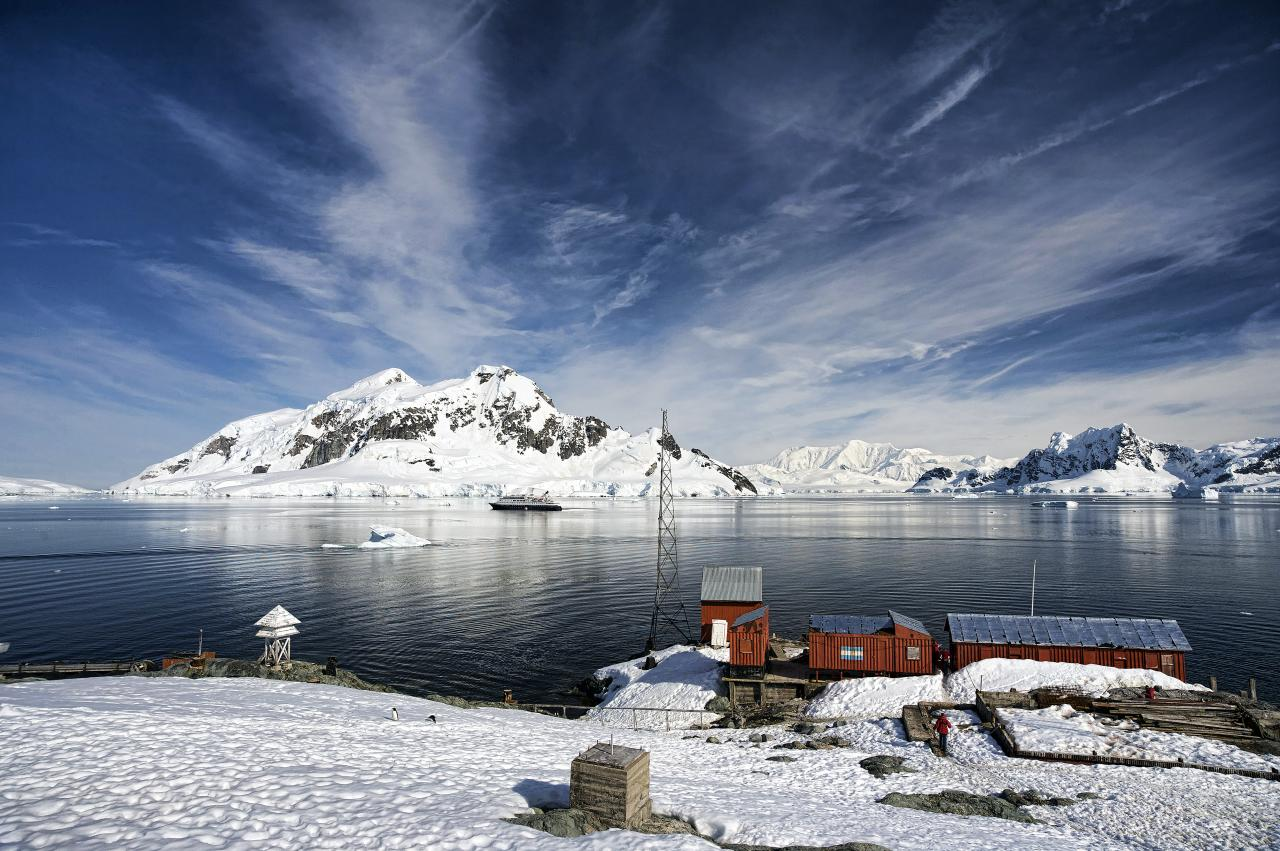
Вид Райської гавані
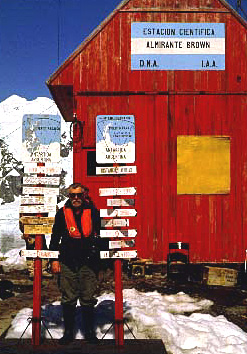
Браун у 1996 р.
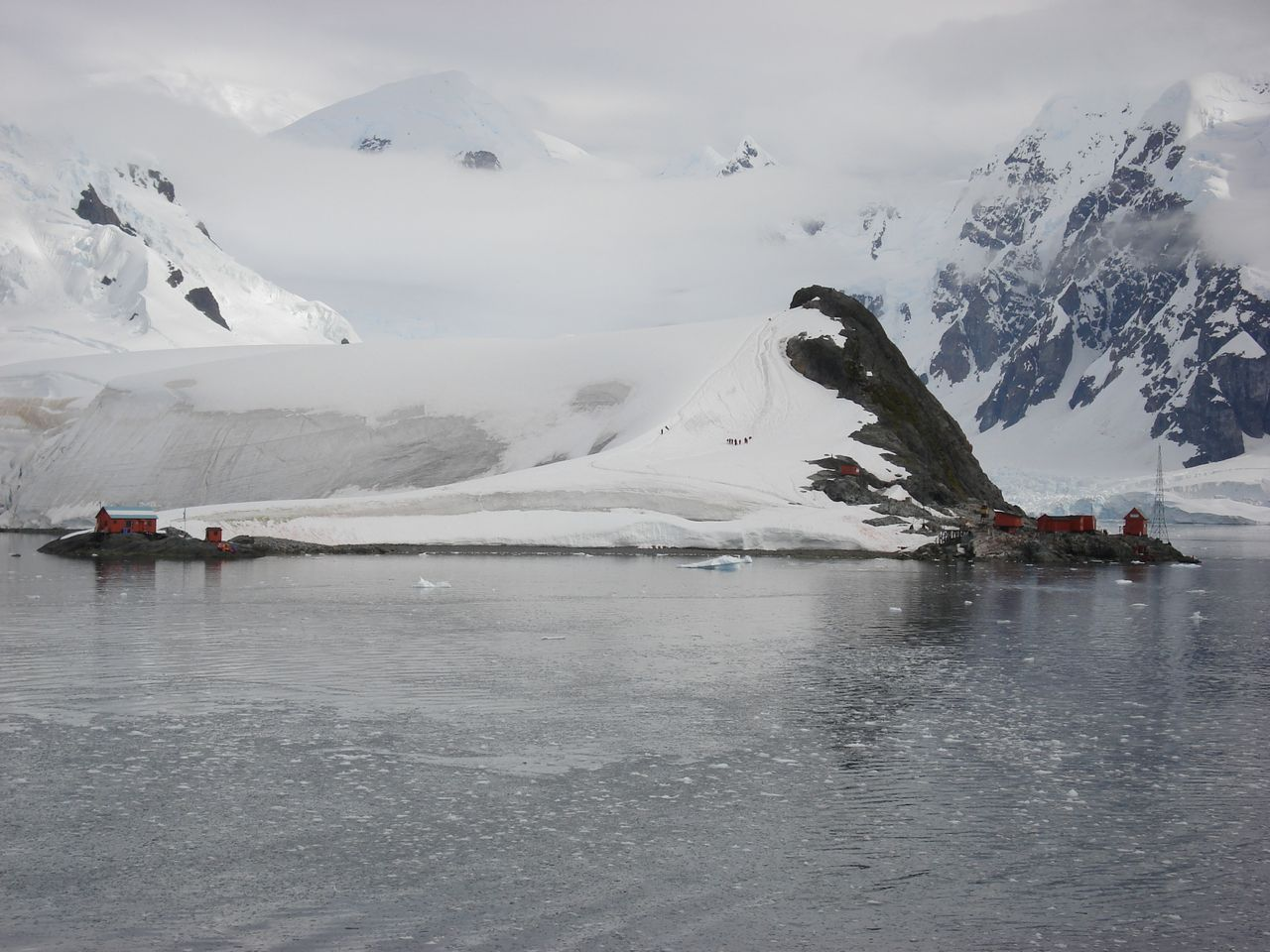
Літо 2009 р.
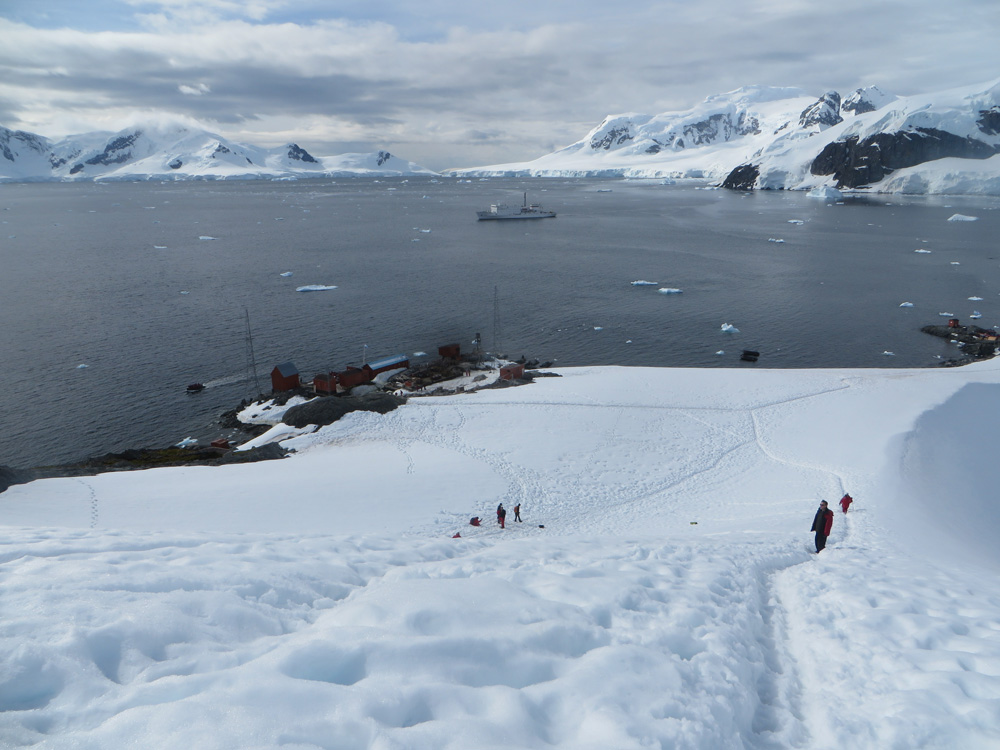
База на Райській гавані
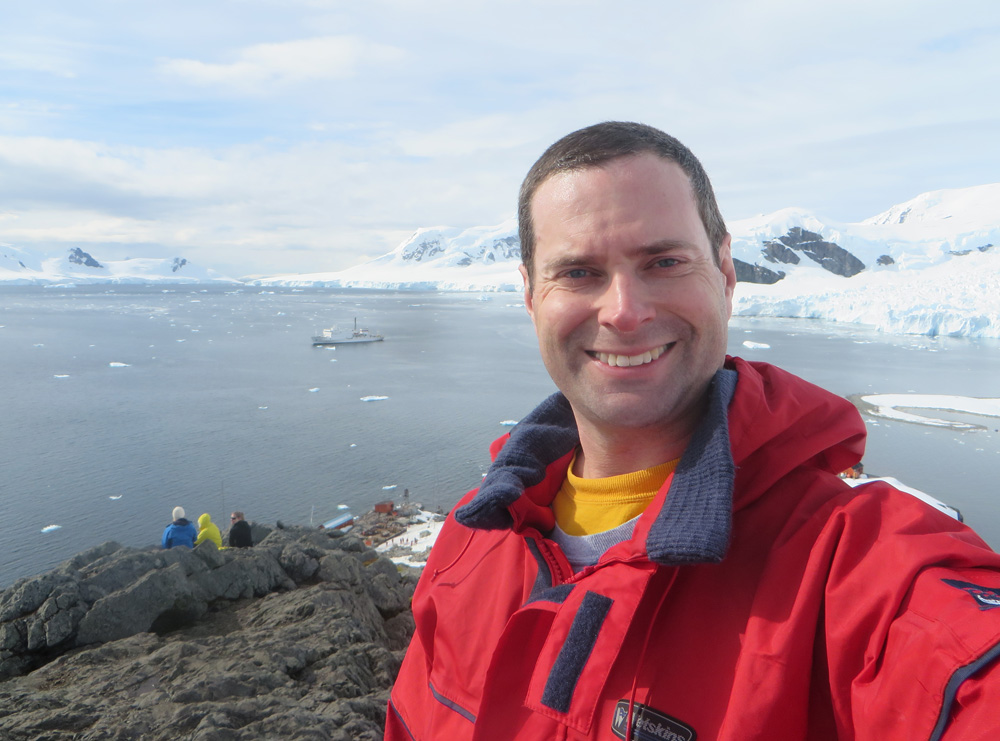
Турист на базі Браун
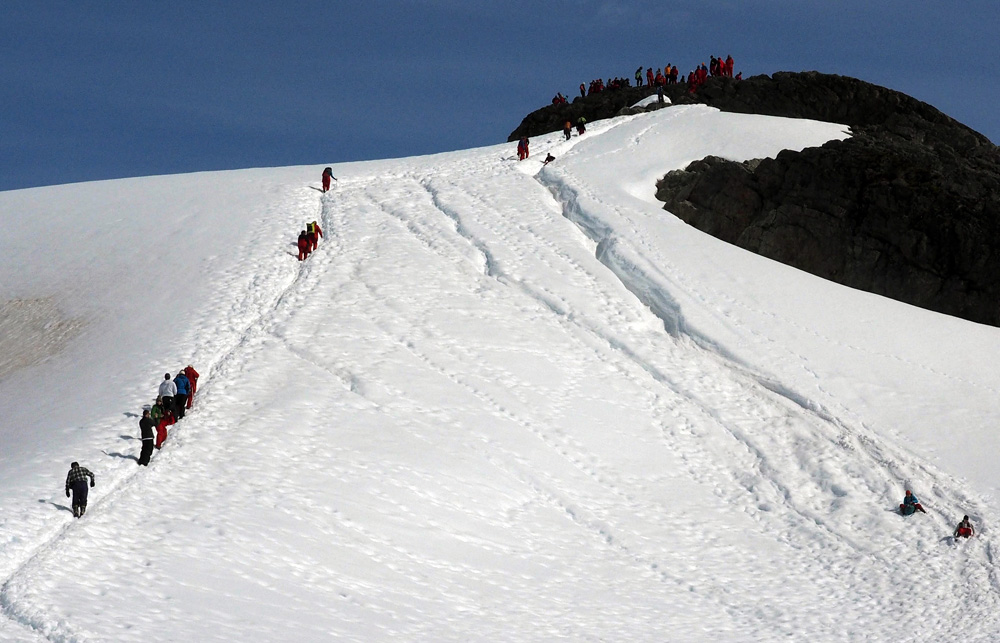
Туристи піднімаються вгору і катаються на санках вниз по горі над базою

## Клімат
Погода в цьому районі порівняно м'яка, довколишні гори захищають бухту від сильних вітрів. Середньорічна температура повітря — 2 °C (36 °F), а мінімальний історичний рекорд — 9 °C (−20 °F) 9 серпня 1958 року.